# FA Trophy
The Football Association Challenge Trophy, mais conhecido como FA Trophy, é uma competição de futebol masculino em formato mata-mata, organizada pela Associação Inglesa de Futebol e disputada principalmente por equipas semi-profissionais. A competição foi criada em 1969 para apoiar clubes abaixo da 4ª divisão que, por pagarem salários aos seus jogadores, não eram considerados amadores e, portanto, não eram elegíveis para a FA Amateur Cup.
As regras de elegibilidade foram-se alterando ao longo do tempo, mas, desde 2008, a competição é aberta às equipas dos 4 principais níveis do National League System, equivalente à 5ª, 6ª, 7ª e 8ª divisões inglesas - abrange a National League, a Southern Football League, a Isthmian League e a Northern Premier League.
A final da competição realizou-se no Estádio de Wembley original desde a criação do torneio até ao fecho do estádio em 2000. A final é disputada no novo Estádio de Wembley desde a sua inauguração em 2007. Os clubes que conquistaram mais FA Trophies são o Woking e dois clubes defuntos - Scarborough e Telford United - com três troféus cada.
O detentor atual do FA Trophy é o Halifax, que venceu o Gateshead na final de 2023, realizada a 21 de maio.

## História

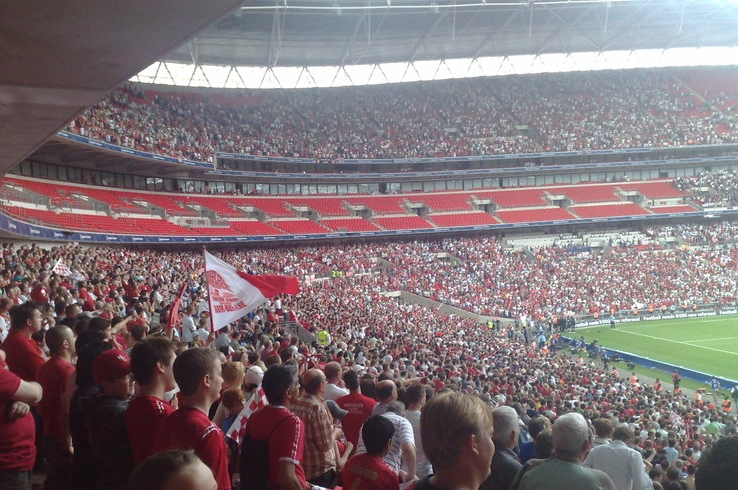
Torcedores do Ebbsfleet United na final de 2008

A competição foi criada em 1969 pela Football Association, para dar a equipas semi-profissionais a oportunidade de jogar no Estádio de Wembley. Clubes totalmente amadores participavam na FA Amateur Cup, mas a maioria dos principais clubes abaixo da Football League (ou seja, abaixo da 4ª divisão) faziam algum tipo de pagamento aos seus jogadores, pelo que eram inelegíveis para a Amateur Cup.
O primeiro vencedor da competição foi o Macclesfield Town, da Northern Premier League, derrotando o Telford United, da Southern League, na final. Os clubes da Northern Premier League dominaram a primeira década da competição, com o Telford a ser a única equipa da Southern League capaz de quebrar o domínio nortenho. Com triunfos em 1973, 1976 e 1977, o Scarborough tornou-se a primeira equipa a conquistar o troféu por três vezes. Nos seus primeiros anos, o FA Trophy enfrentou dificuldades em tentar alcançar o prestígio da já bem-estabelecida Amateur Cup.[carece de fontes?]
Em 1974, a FA aboliu a distinção entre os status profissional e amador, descontinuando a Amateur Cup, o que fez com que o FA Trophy tivesse mais de 300 participantes. Este número foi sendo gradualmente reduzido, até que em 1991 o número de clubes participantes rondasse os 120.[carece de fontes?]
Em 1978, a FA recalendarizou a final do FA Trophy para o sábado imediatamente seguinte à final da FA Cup, visando dar mais tempo de preparação às equipas participantes e evitar conflitos de agendamento com jogos do campeonato, problemas que previamente reduziam o prestígio da competição.

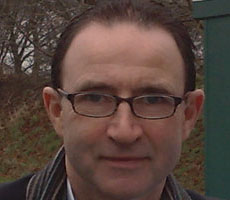
Martin O'Neill guiou o Wycombe Wanderers a 2 FA Trophies.

Em 1979, os principais clubes da Southern e Northern Premier League juntaram-se para formar a Alliance Premier League. As equipas desta liga dominaram o FA Trophy durante a década de 80. No entanto, na temporada 1980-81, o Bishop's Stortford, da inferior Isthmian League First Division, entrando na ronda preliminar da competição, venceu 12 partidas para alcançar a final, onde derrotou o Sutton United. Após a vitória na final de 1989, o Telford United tornou-se o segundo clube a conquistar o FA Trophy por três vezes. Entre 1990 e 2000, mais três equipas conquistaram o troféu em mais de uma ocasião. O ex-internacional da Irlanda do Norte Martin O'Neill, no seu terceiro trabalho como treinador, guiou o Wycombe Wanderers a 2 vitórias e Geoff Chapple conquistou 3 troféus pelo Woking e 2 pelo Kingstonian, tudo num intervalo de 7 anos. Mark Stimson tornou-se o primeiro treinador a conquistar o FA Trophy em 3 épocas consecutivas, levando o Grays Athletic à vitória em 2005 e 2006 e repetindo o feito com o seu novo clube Stevenage Borough em 2007.
Originalmente, a competição incluía as rondas de qualificação que fossem necessárias para reduzir o número de equipas para 32. Em 1999 o formato foi alterado para o formato da FA Cup, com 6 rondas a anteceder as semifinais, mas sem rondas de qualificação. Os clubes da Football Conference eram automaticamente qualificados das rondas iniciais, de forma semelhante ao que ocorre aos clubes de alto escalão na FA Cup.[carece de fontes?]

## Formato
A competição é um torneio de mata-mata com sorteio aleatório. Desde a temporada 2021-22, todos os jogos que terminem empatados são resolvidos imediatamente por grandes penalidades. Esta medida foi introduzida para evitar congestionamento do calendário das equipas.
As semifinais seguem o mesmo procedimento das rodadas anteriores: disputadas em casa da primeira equipa a sair no sorteio e decididas por penáltis se o jogo terminar empatado após 90 minutos.
A final é realizada no Estádio de Wembley. Se ao fim de 90 minutos o jogo estiver empatado, é disputado um prolongamento de 30 minutos. Findo este, se o resultado se mantiver empatado, o vencedor é decidido por grandes penalidades.
A partir de 2022–23 e a recente reestruturação da non-league inglesa, a competição inclui um máximo de 320 equipas, englobando todos os clubes dos níveis 5 a 8 do sistema de ligas inglês. A competição é composta por 3 rondas de qualificação e 8 rondas propriamente ditas. As equipas de Nível 8 entram na 1ª ronda de qualificação, as de Nível 7 na 3ª ronda de qualificação, as de Nível 6 na 2ª ronda e as de Nível 5 na 3ª ronda.
A FA oferece aos clubes um prémio monetário que aumenta a cada ronda que avancem. Os valores exatos variam consoante a edição.
| Ronda                        | Mês                | Clubes que entram nesta ronda | Nº de entradas nesta ronda | Vencedores da ronda anterior | Nº de jogos |
| ---------------------------- | ------------------ | ----------------------------- | -------------------------- | ---------------------------- | ----------- |
| Rondas de Qualificação       |                    |                               |                            |                              |             |
| 1ª Ronda de Qualificação     | Setembro           | Nível 8                       | 160                        | Nenhum                       | 80          |
| 2ª Ronda de Qualificação     | Setembro           | Nenhum                        | Nenhum                     | 80                           | 40          |
| 3ª Ronda de Qualificação     | Outubro            | Nível 7                       | 88                         | 40                           | 64          |
| Competição Propriamente Dita |                    |                               |                            |                              |             |
| 1ª Ronda                     | Outubro / Novembro | Nenhum                        | Nenhum                     | 64                           | 32          |
| 2ª Ronda                     | Novembro           | Nível 6                       | 48                         | 32                           | 40          |
| 3ª Ronda                     | Dezembro           | Nível 5                       | 24                         | 40                           | 32          |
| 4ª Ronda                     | Janeiro            | Nenhum                        | Nenhum                     | 32                           | 16          |
| 5ª Ronda                     | Fevereiro          | Nenhum                        | Nenhum                     | 16                           | 8           |
| 6ª Ronda                     | Março              | Nenhum                        | Nenhum                     | 8                            | 4           |
| Semifinais                   | Abril              | Nenhum                        | Nenhum                     | 4                            | 2           |
| Final                        | Maio               | Nenhum                        | Nenhum                     | 2                            | 1           |

## Final

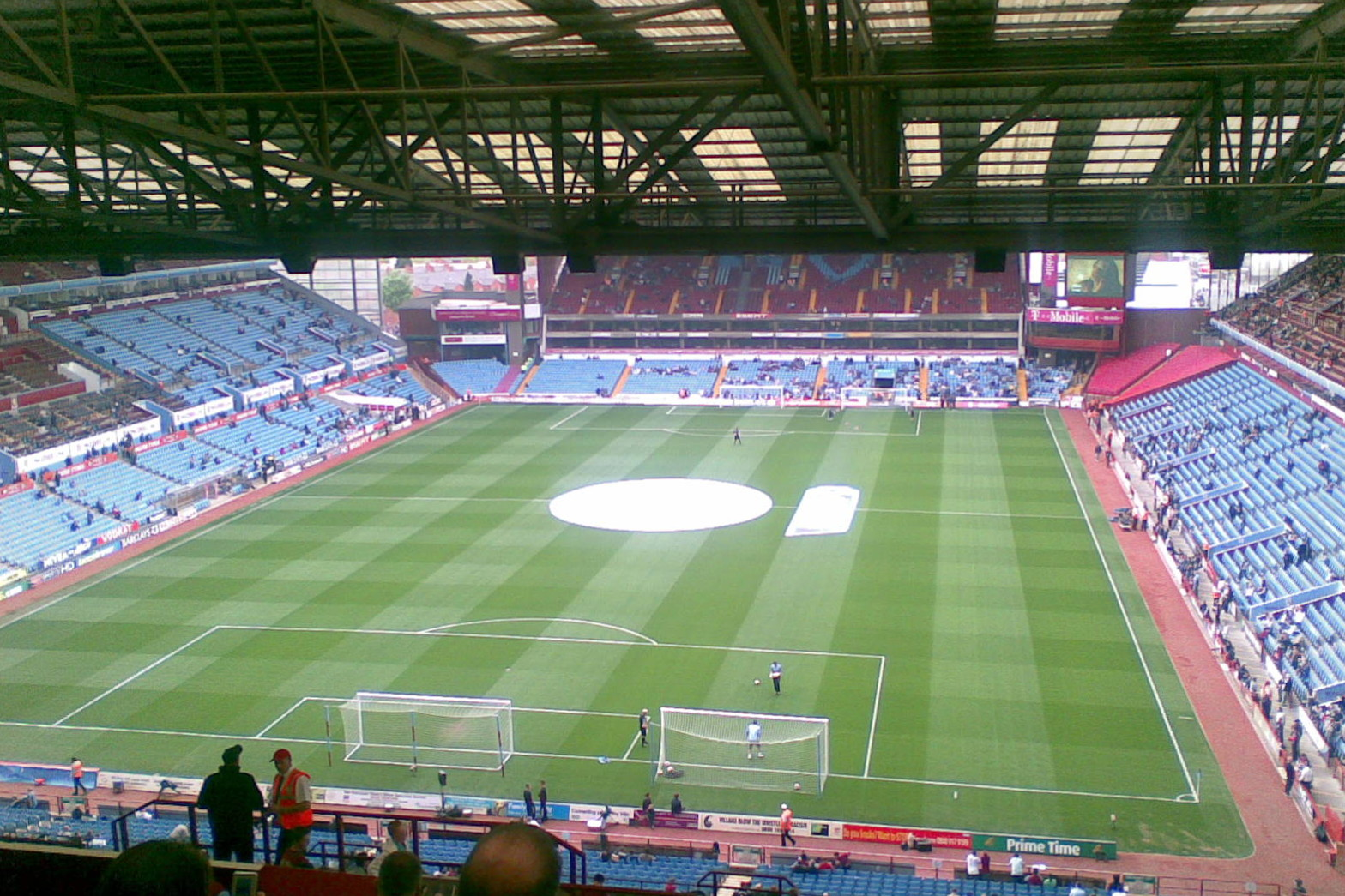
Villa Park recebeu a final do FA Trophy entre 2001 e 2005.

Desde a criação da competição, em 1969, a final era tradicionalmente realizada no Estádio de Wembley original. Quando este fechou para renovação em 2000, a final realizou-se no Villa Park, estádio do Aston Villa, embora uma edição da final também tenha sido disputada no Boleyn Ground, antiga casa do West Ham.
Em 2007, a final realizou-se no novo Estádio de Wembley, com uma multidão recorde de 53.262 pessoas a assistir à vitória do Stevenage Borough sobre o Kidderminster Harriers.

### Legenda
| (R) | Replay                                           |
| *   | Partida com prorrogação                          |
| †   | Partida definida nos pênaltis após a prorrogação |

### Resultados
| Temporada   | Vencedores             | Resultado | Vice-campeões          | Locais                        |
| ----------- | ---------------------- | --------- | ---------------------- | ----------------------------- |
| 1969–70     | Macclesfield Town      | 2–0       | Telford United         | Estádio de Wembley (original) |
| 1970–71     | Telford United         | 3–2       | Hillingdon Borough     | Estádio de Wembley (original) |
| 1971–72     | Stafford Rangers       | 3–0       | Barnet                 | Estádio de Wembley (original) |
| 1972–73     | Scarborough            | †2–1 *    | Wigan Athletic         | Estádio de Wembley (original) |
| 1973–74     | Morecambe              | 2–1       | Dartford               | Estádio de Wembley (original) |
| 1974–75     | Matlock Town           | 4–0       | Scarborough            | Estádio de Wembley (original) |
| 1975–76     | Scarborough            | †3–2 *    | Stafford Rangers       | Estádio de Wembley (original) |
| 1976–77     | Scarborough            | 2–1       | Dagenham               | Estádio de Wembley (original) |
| 1977–78     | Altrincham             | 3–1       | Leatherhead            | Estádio de Wembley (original) |
| 1978–79     | Stafford Rangers       | 2–0       | Kettering Town         | Estádio de Wembley (original) |
| 1979–80     | Dagenham               | 2–1       | Mossley                | Estádio de Wembley (original) |
| 1980–81     | Bishop's Stortford     | 1–0       | Sutton United          | Estádio de Wembley (original) |
| 1981–82     | Enfield                | †1–0 *    | Altrincham             | Estádio de Wembley (original) |
| 1982–83     | Telford United         | 2–1       | Northwich Victoria     | Estádio de Wembley (original) |
| 1983–84     | Northwich Victoria     | †1–1 *    | Bangor City            | Estádio de Wembley (original) |
| 1983–84 (R) | Northwich Victoria     | 2–1       | Bangor City            | Victoria Ground               |
| 1984–85     | Wealdstone             | 2–1       | Boston United          | Estádio de Wembley (original) |
| 1985–86     | Altrincham             | 1–0       | Runcorn                | Estádio de Wembley (original) |
| 1986–87     | Kidderminster Harriers | †0–0 *    | Burton Albion          | Estádio de Wembley (original) |
| 1986–87 (R) | Kidderminster Harriers | 2–1       | Burton Albion          | The Hawthorns                 |
| 1987–88     | Enfield                | †0–0 *    | Telford United         | Estádio de Wembley (original) |
| 1987–88 (R) | Enfield                | 3–2       | Telford United         | The Hawthorns                 |
| 1988–89     | Telford United         | †1–0 *    | Macclesfield Town      | Estádio de Wembley (original) |
| 1989–90     | Barrow                 | 3–0       | Leek Town              | Estádio de Wembley (original) |
| 1990–91     | Wycombe Wanderers      | 2–1       | Kidderminster Harriers | Estádio de Wembley (original) |
| 1991–92     | Colchester United      | 3–1       | Witton Albion          | Estádio de Wembley (original) |
| 1992–93     | Wycombe Wanderers      | 4–1       | Runcorn                | Estádio de Wembley (original) |
| 1993–94     | Woking                 | 2–1       | Runcorn                | Estádio de Wembley (original) |
| 1994–95     | Woking                 | †2–1 *    | Kidderminster Harriers | Estádio de Wembley (original) |
| 1995–96     | Macclesfield Town      | 3–1       | Northwich Victoria     | Estádio de Wembley (original) |
| 1996–97     | Woking                 | †1–0 *    | Dagenham & Redbridge   | Estádio de Wembley (original) |
| 1997–98     | Cheltenham Town        | 1–0       | Southport              | Estádio de Wembley (original) |
| 1998–99     | Kingstonian            | 1–0       | Forest Green Rovers    | Estádio de Wembley (original) |
| 1999–2000   | Kingstonian            | 3–2       | Kettering Town         | Estádio de Wembley (original) |
| 2000–01     | Canvey Island          | 1–0       | Forest Green Rovers    | Villa Park                    |
| 2001–02     | Yeovil Town            | 2–0       | Stevenage Borough      | Villa Park                    |
| 2002–03     | Burscough              | 2–1       | Tamworth               | Villa Park                    |
| 2003–04     | Hednesford Town        | 3–2       | Canvey Island          | Villa Park                    |
| 2004–05     | Grays Athletic         | †1–1 †    | Hucknall Town          | Villa Park                    |
| 2005–06     | Grays Athletic         | 2–0       | Woking                 | Boleyn Ground                 |
| 2006–07     | Stevenage Borough      | 3–2       | Kidderminster Harriers | Estádio de Wembley (novo)     |
| 2007–08     | Ebbsfleet United       | 1–0       | Torquay United         | Estádio de Wembley (novo)     |
| 2008–09     | Stevenage Borough      | 2–0       | York City              | Estádio de Wembley (novo)     |
| 2009–10     | Barrow                 | †2–1 *    | Stevenage Borough      | Estádio de Wembley (novo)     |
| 2010–11     | Darlington             | †1–0 *    | Mansfield Town         | Estádio de Wembley (novo)     |
| 2011–12     | York City              | 2–0       | Newport County         | Estádio de Wembley (novo)     |
| 2012–13     | Wrexham                | †1–1 †    | Grimsby Town           | Estádio de Wembley (novo)     |
| 2013–14     | Cambridge United       | 4–0       | Gosport Borough        | Estádio de Wembley (novo)     |
| 2014–15     | North Ferriby United   | †3–3 †    | Wrexham                | Estádio de Wembley (novo)     |
| 2015–16     | Halifax Town           | 1–0       | Grimsby Town           | Estádio de Wembley (novo)     |
| 2016–17     | York City              | 3–2       | Macclesfield Town      | Estádio de Wembley (novo)     |
| 2017–18     | Brackley Town          | †1–1 †    | Bromley                | Estádio de Wembley (novo)     |
| 2018–19     | Fylde                  | 1–0       | Leyton Orient          | Estádio de Wembley (novo)     |
| 2019–20     | Harrogate Town         | 1–0       | Concord Rangers        | Estádio de Wembley (novo)     |
| 2020–21     | Hornchurch             | 3–1       | Hereford               | Estádio de Wembley (novo)     |
| 2021–22     | Bromley                | 1–0       | Wrexham                | Estádio de Wembley (novo)     |
| 2022–23     | Halifax Town           | 1–0       | Gateshead              | Estádio de Wembley (novo)     |

## Vencedores e Finalistas do FA Trophy

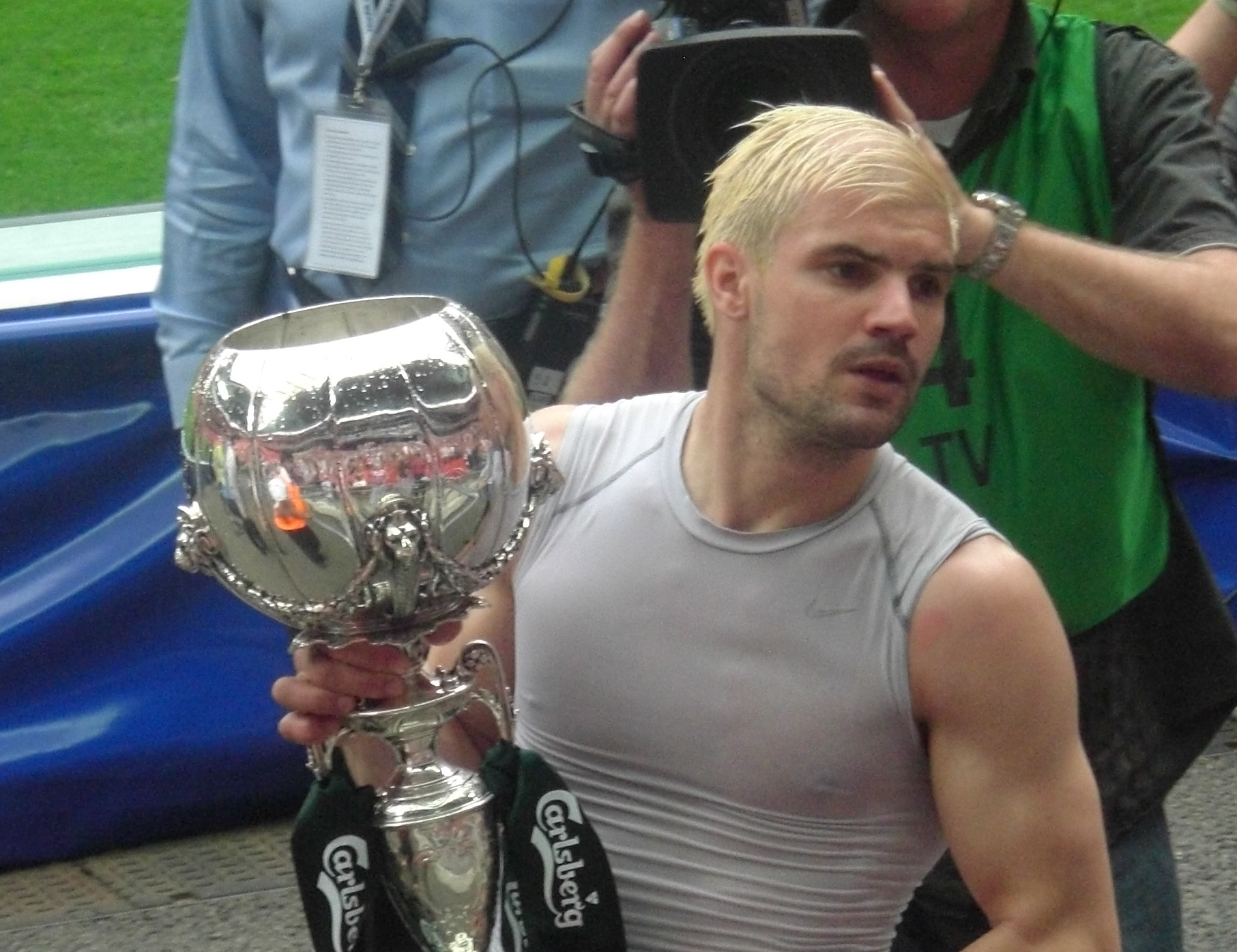
Sacha Opinel, então do Ebbsfleet United, a segurar o FA Trophy, em 2008.

Scarborough (1973, 1976, 1977), Telford United (1971, 1983, 1989) e Woking (1994, 1995, 1997) partilham o recorde de mais FA Trophies (3) conquistados. Em 1985, o Wealdstone tornou-se a primeira equipa a vencer a "dobradinha non-league", vencendo o FA Trophy e a Football Conference. Desde então, o Colchester United, em 1992, e o Wycombe Wanderers, em 1993, igualaram tal feito.
Três clubes galeses alcançaram a final do FA Trophy; Bangor City (1984), Newport County (2012) e Wrexham (2013, 2015 e 2022). O Wrexham tornou-se o primeiro clube galês a vencer o troféu, em em 2013.

### Lista de vencedores e finalistas
As equipes mostradas em itálico não existem mais.  As equipes mostradas em negrito competem na Premier League ou na English Football League desde 2021 e, portanto, não participam do FA Trophy. Além disso, o Bangor City mudou para o sistema da liga galesa de futebol em 1992, tornando o clube inelegível para participar da competição a partir de então.
| Clube                  | Títulos | Última final vencida | Vice-campeonatos | Última final perdida |
| ---------------------- | ------- | -------------------- | ---------------- | -------------------- |
| Telford United         | 3       | 1989                 | 2                | 1988                 |
| Woking                 | 3       | 1997                 | 1                | 2006                 |
| Scarborough            | 3       | 1977                 | 1                | 1975                 |
| Stevenage Borough      | 2       | 2009                 | 2                | 2010                 |
| Macclesfield Town      | 2       | 1996                 | 2                | 2017                 |
| York City              | 2       | 2017                 | 1                | 2009                 |
| Altrincham             | 2       | 1986                 | 1                | 1982                 |
| Stafford Rangers       | 2       | 1979                 | 1                | 1976                 |
| Barrow                 | 2       | 2010                 | 0                | –                    |
| Grays Athletic         | 2       | 2006                 | 0                | –                    |
| Kingstonian            | 2       | 2000                 | 0                | –                    |
| Wycombe Wanderers      | 2       | 1993                 | 0                | –                    |
| Enfield                | 2       | 1988                 | 0                | –                    |
| Halifax Town           | 2       | 2023                 | 0                | –                    |
| Kidderminster Harriers | 1       | 1987                 | 3                | 2007                 |
| Wrexham                | 1       | 2013                 | 2                | 2022                 |
| Northwich Victoria     | 1       | 1984                 | 2                | 1996                 |
| Bromley                | 1       | 2022                 | 1                | 2018                 |
| Canvey Island          | 1       | 2001                 | 1                | 2004                 |
| Dagenham               | 1       | 1980                 | 1                | 1977                 |
| Hornchurch             | 1       | 2021                 | 0                | –                    |
| Harrogate Town         | 1       | 2020                 | 0                | –                    |
| Fylde                  | 1       | 2019                 | 0                | –                    |
| Brackley Town          | 1       | 2018                 | 0                | –                    |
| North Ferriby United   | 1       | 2015                 | 0                | –                    |
| Cambridge United       | 1       | 2014                 | 0                | –                    |
| Darlington             | 1       | 2011                 | 0                | –                    |
| Ebbsfleet United       | 1       | 2008                 | 0                | –                    |
| Hednesford Town        | 1       | 2004                 | 0                | –                    |
| Burscough              | 1       | 2003                 | 0                | –                    |
| Yeovil Town            | 1       | 2002                 | 0                | –                    |
| Cheltenham Town        | 1       | 1998                 | 0                | –                    |
| Colchester United      | 1       | 1992                 | 0                | –                    |
| Wealdstone             | 1       | 1985                 | 0                | –                    |
| Bishop's Stortford     | 1       | 1981                 | 0                | –                    |
| Matlock Town           | 1       | 1975                 | 0                | –                    |
| Morecambe              | 1       | 1974                 | 0                | –                    |
| Runcorn                | 0       | –                    | 3                | 1994                 |
| Grimsby Town           | 0       | –                    | 2                | 2016                 |
| Forest Green Rovers    | 0       | –                    | 2                | 2001                 |
| Kettering Town         | 0       | –                    | 2                | 2000                 |
| Gateshead              | 0       | –                    | 1                | 2023                 |
| Hereford               | 0       | –                    | 1                | 2021                 |
| Concord Rangers        | 0       | –                    | 1                | 2020                 |
| Leyton Orient          | 0       | –                    | 1                | 2019                 |
| Gosport Borough        | 0       | –                    | 1                | 2014                 |
| Newport County         | 0       | –                    | 1                | 2012                 |
| Mansfield Town         | 0       | –                    | 1                | 2011                 |
| Torquay United         | 0       | –                    | 1                | 2008                 |
| Hucknall Town          | 0       | –                    | 1                | 2005                 |
| Tamworth               | 0       | –                    | 1                | 2003                 |
| Southport              | 0       | –                    | 1                | 1998                 |
| Dagenham & Redbridge   | 0       | –                    | 1                | 1997                 |
| Witton Albion          | 0       | –                    | 1                | 1992                 |
| Leek Town              | 0       | –                    | 1                | 1990                 |
| Burton Albion          | 0       | –                    | 1                | 1987                 |
| Boston United          | 0       | –                    | 1                | 1985                 |
| Bangor City            | 0       | –                    | 1                | 1984                 |
| Sutton United          | 0       | –                    | 1                | 1981                 |
| Mossley                | 0       | –                    | 1                | 1980                 |
| Leatherhead            | 0       | –                    | 1                | 1978                 |
| Dartford               | 0       | –                    | 1                | 1974                 |
| Wigan Athletic         | 0       | –                    | 1                | 1973                 |
| Barnet                 | 0       | –                    | 1                | 1972                 |
| Hillingdon Borough     | 0       | –                    | 1                | 1971                 |

## Locais

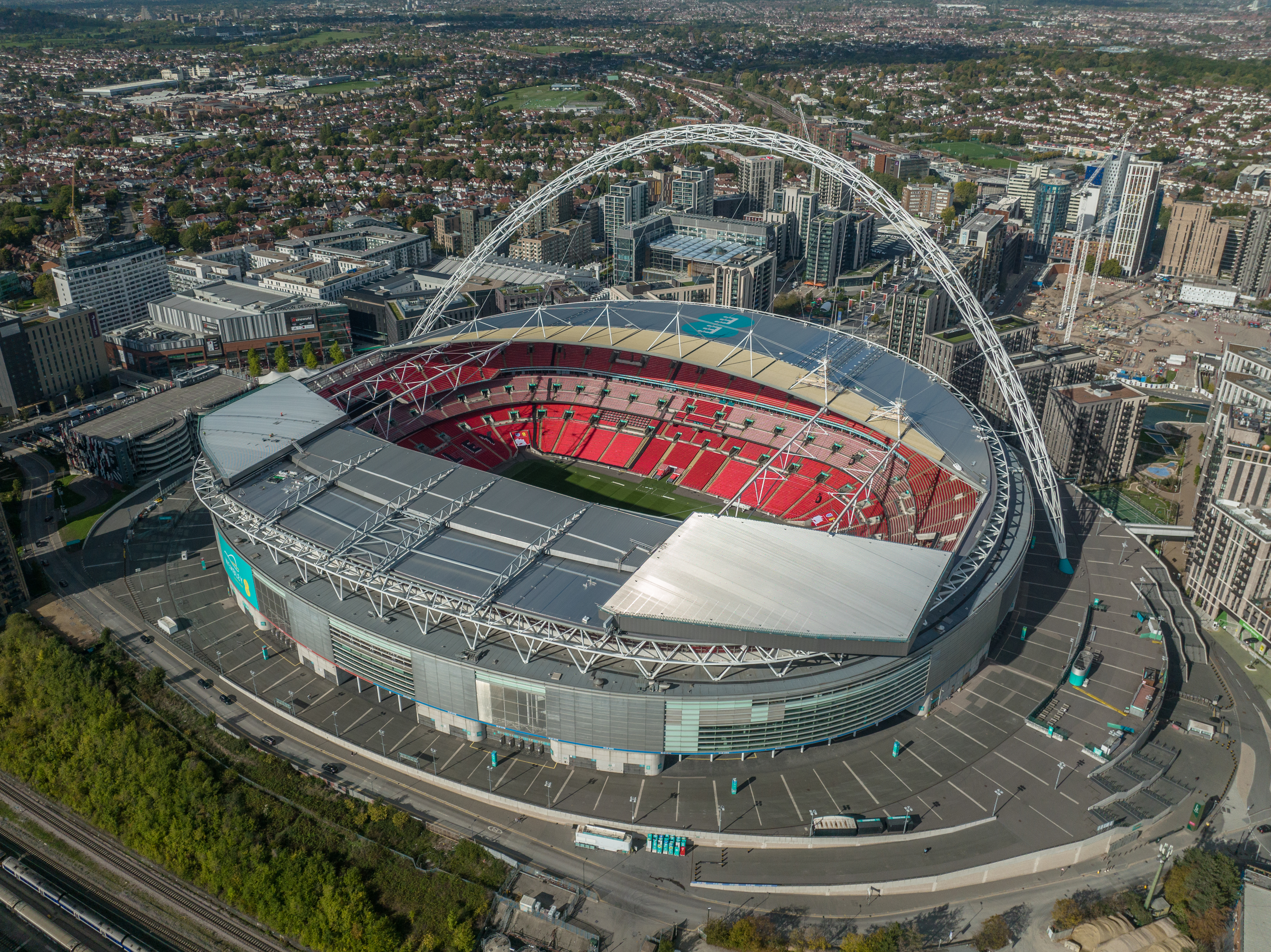
O novo Estádio de Wembley recebe as finais da FA Trophy desde 2007

A final era tradicionalmente realizada no Estádio de Wembley original, mas foi transferida para o Villa Park durante a reforma de Wembley, e uma final também foi disputada no Boleyn Ground do West Ham United.
Em 2007, a final foi transferida para o novo Estádio de Wembley, e um público recorde de 53.262 pessoas viu o Stevenage Borough vencer o Kidderminster Harriers.

## Cobertura da mídia
Desde a temporada 2004-05, a Sky Sports tinha um acordo para transmitir a final da FA Trophy. Isso mudou em 2007, quando a FA fechou um novo acordo com a Setanta Sports para a cobertura dos jogos do FA Trophy a partir da temporada 2008-09. Em março de 2013, foi anunciado que a S4C transmitiria a final de 2013 entre o Wrexham e o Grimsby Town.
A BT Sport exibiu a final da FA Trophy de 2015 ao vivo. A BT Sport também exibiu a final da FA Trophy de 2016 entre o Halifax Town e o Grimsby Town ao vivo em 22 de maio, como parte de uma transmissão dupla junto com a final da FA Vase de 2016.